# Rewari (stad)
Rewari is een nagar panchayat (plaats) in het district Rewari van de Indiase staat Haryana. 

## Demografie
Volgens de Indiase volkstelling van 2001 wonen er 100.946 mensen in Rewari, waarvan 54% mannelijk en 46% vrouwelijk is. De plaats heeft een alfabetiseringsgraad van 74%. 

## Foto's

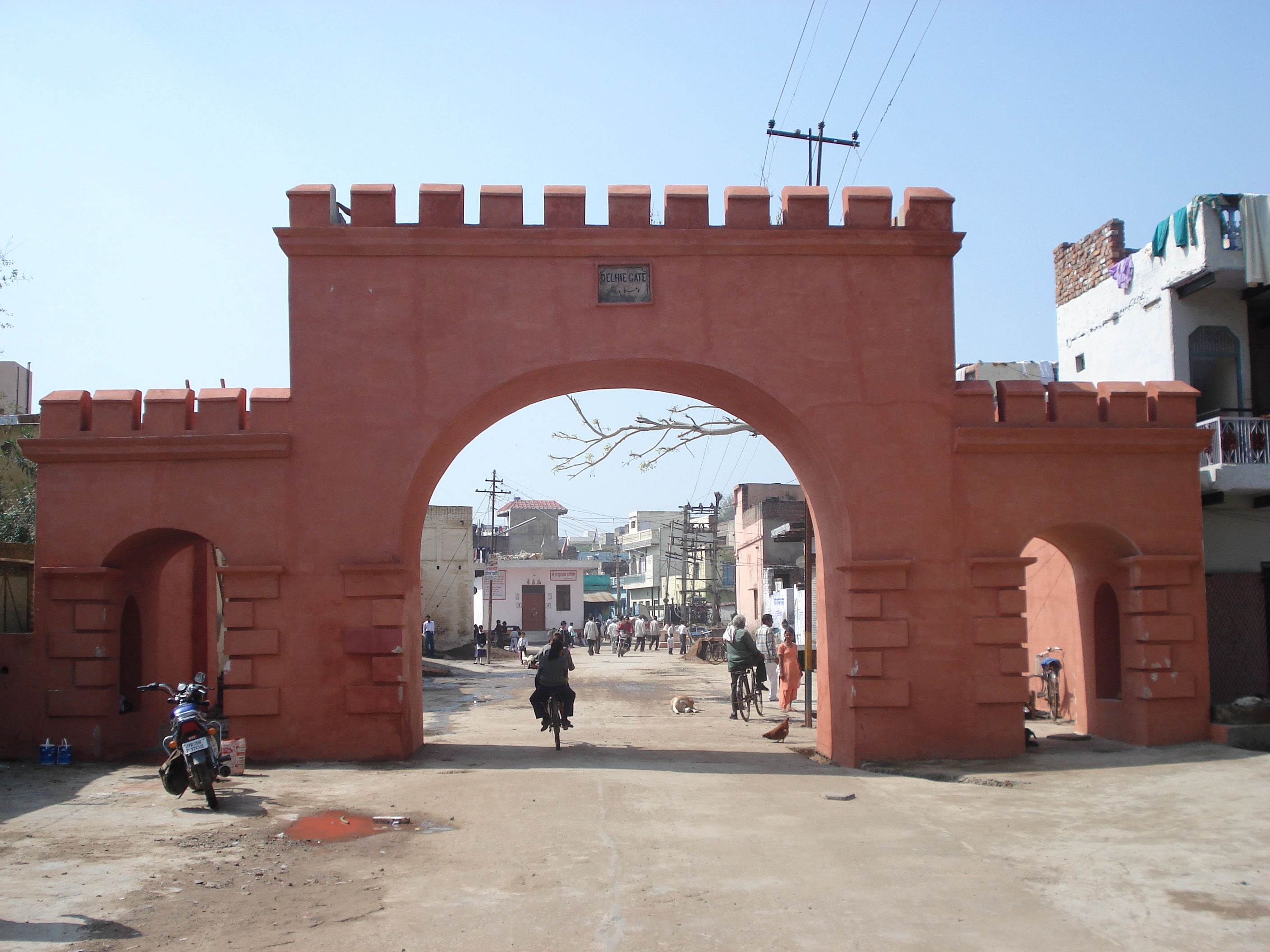
Poort
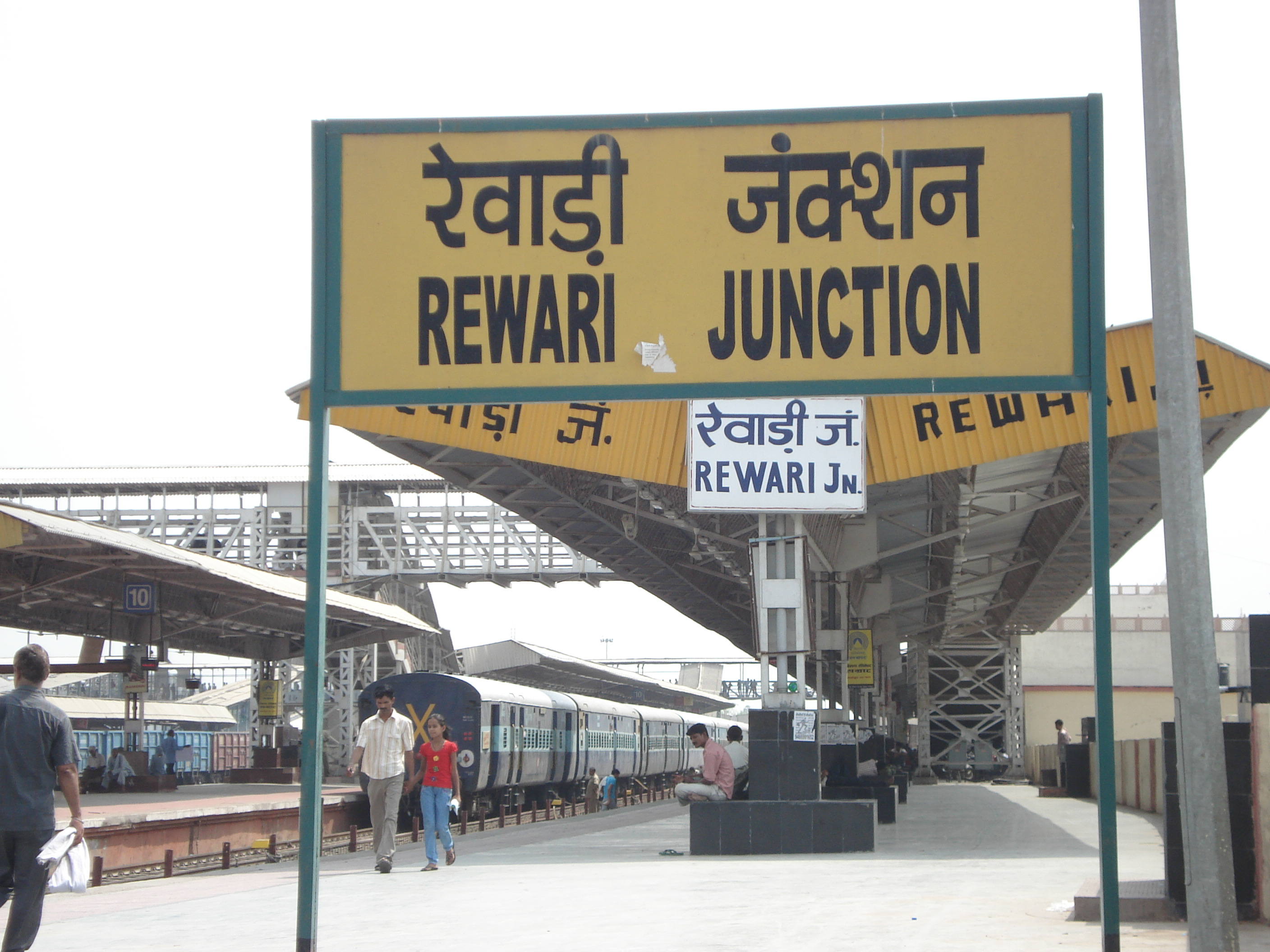
Station
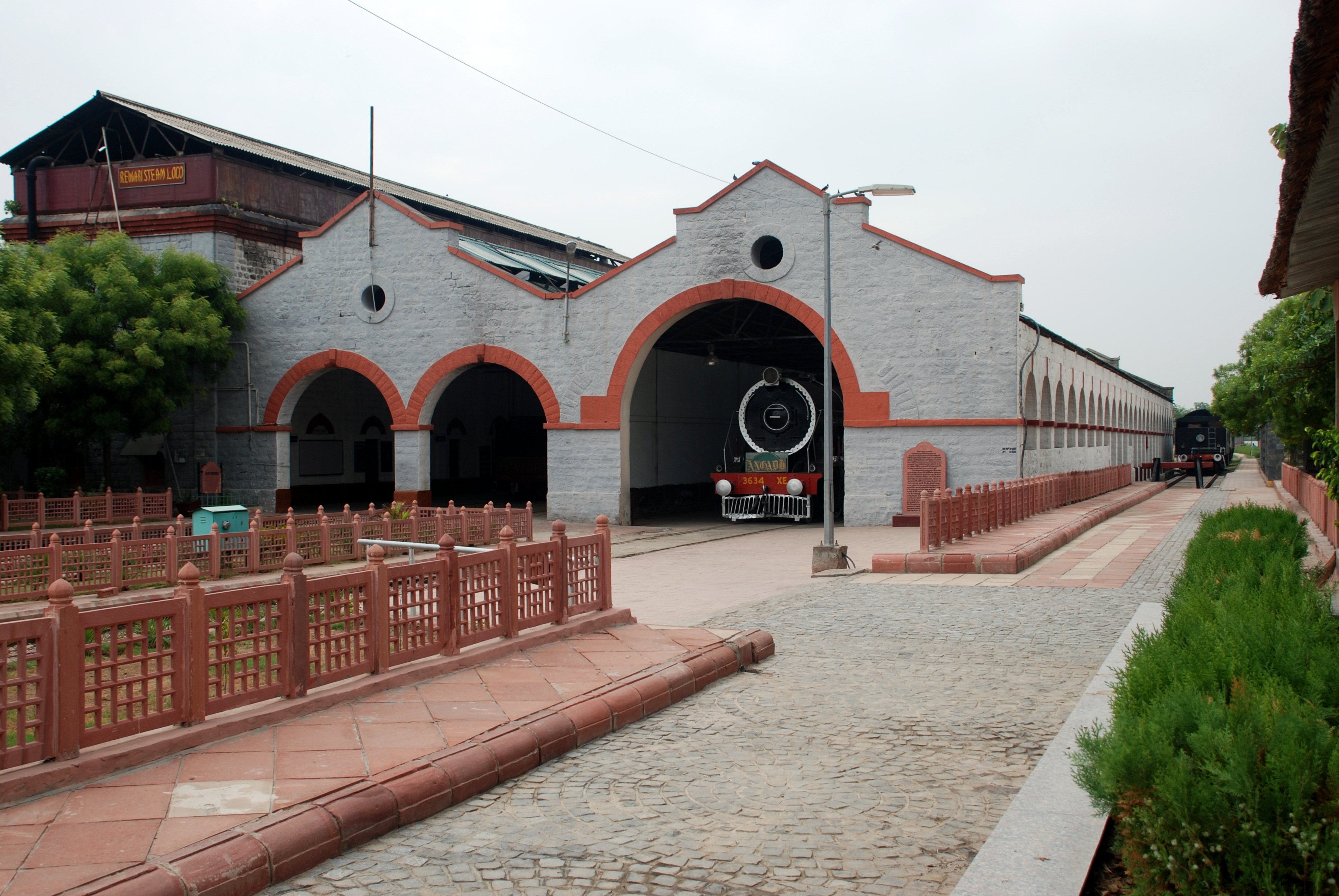
Railway Heritage Museum
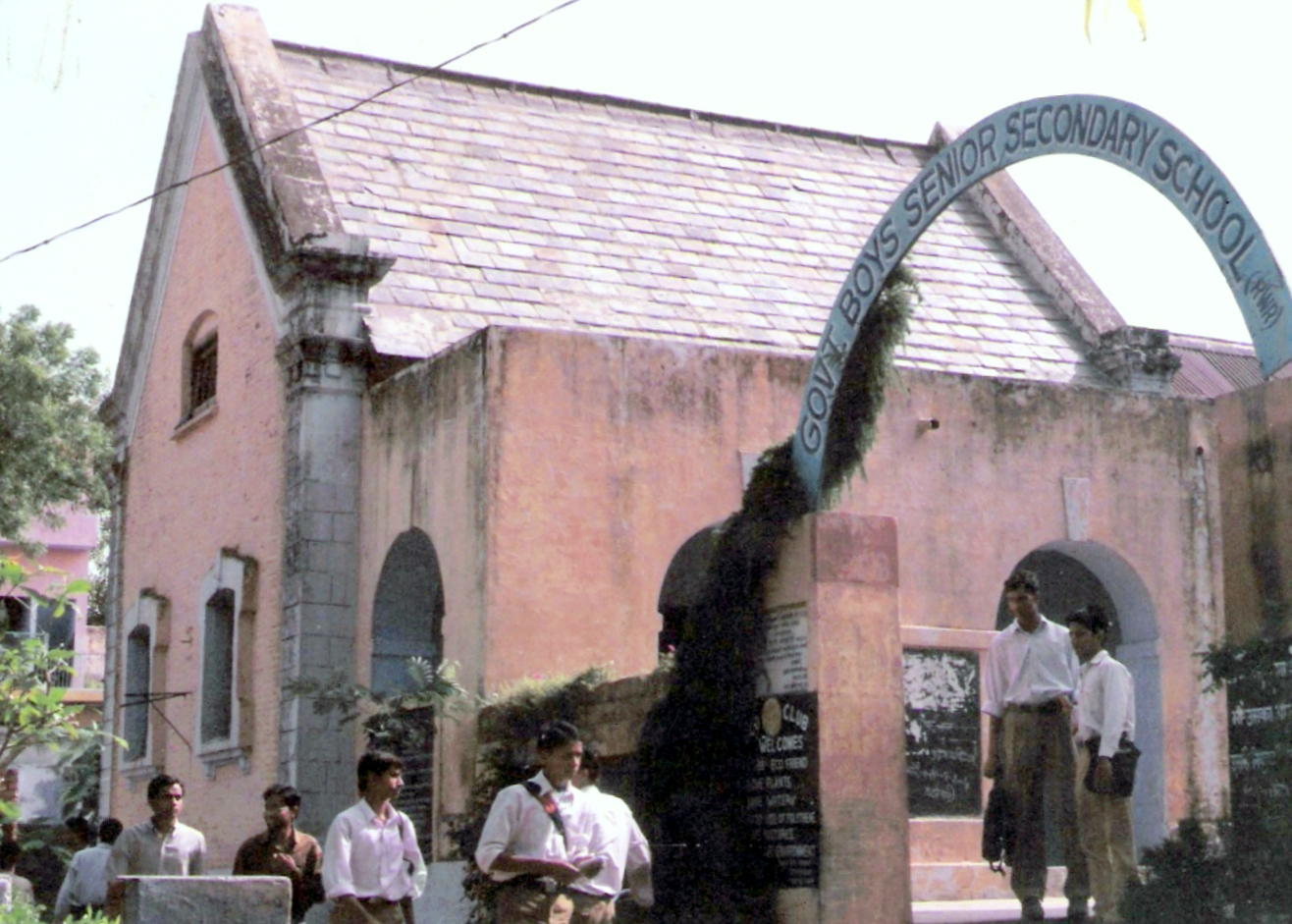
School
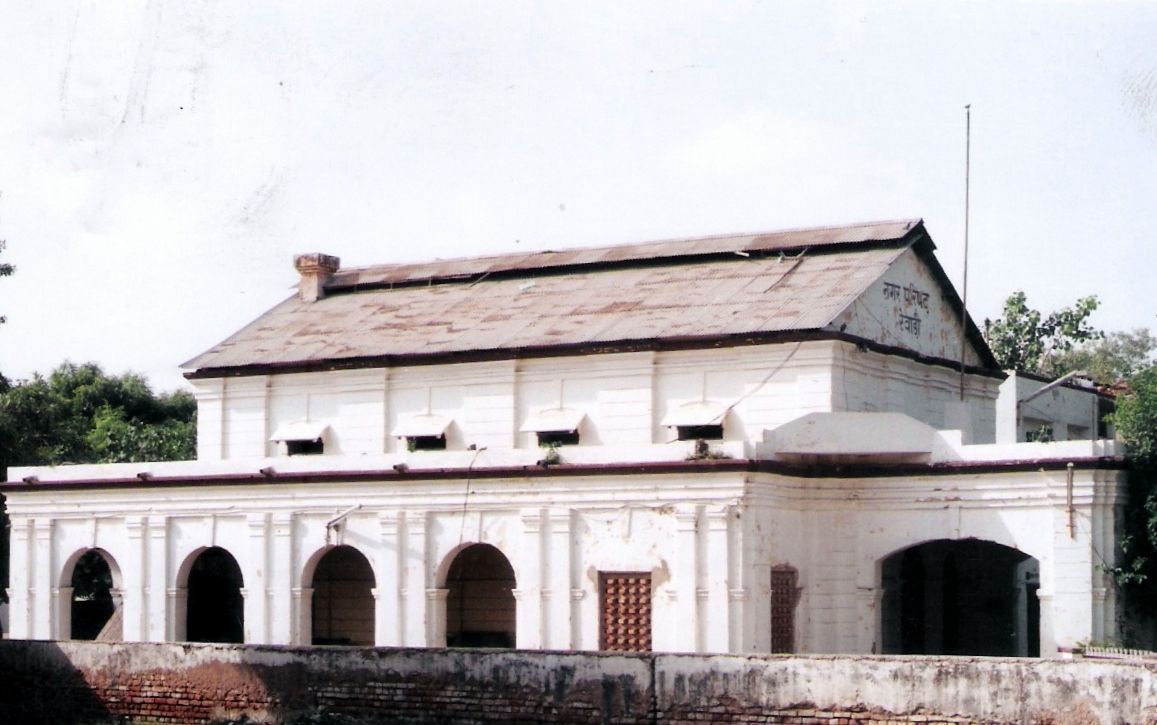
Stadhuis